# Comuna de Grójec
Grójec (polaco: Gmina Grójec) é uma gminy (comuna) na Polónia, na voivodia de Mazóvia e no condado de Grójecki. A sede do condado é a cidade de Grójec.
De acordo com os censos de 2004, a comuna tem 22 979 habitantes, com uma densidade 190,5 hab/km².

## Área
Estende-se por uma área de 120,64 km², incluindo:
- área agricola: 77%
- área florestal: 11%

## Demografia
Dados de 30 de Junho 2004:
|                      | Total   | Total | Mulheres | Mulheres | Homens  | Homens |
| -------------------- | ------- | ----- | -------- | -------- | ------- | ------ |
|                      | pessoas | %     | pessoas  | %        | pessoas | %      |
| População            | 22 979  | 100   | 11 861   | 51,6     | 11 118  | 48,4   |
| Densidade (pop./km²) | 190,5   | 100   | 98,3     | 98,3     | 92,2    | 92,2   |

De acordo com dados de 2005, o rendimento médio per capita ascendia a 1997,29 zł.

## Subdivisões
- Bikówek, Częstoniew, Dębie, Duży Dół, Falęcin, Głuchów, Grudzkowola, Gościeńczyce, Janówek, Kępina, Kobylin, Kociszew, Kośmin, Krobów, Las Lesznowolski, Lesznowola, Lisówek, Maciejowice, Marianów, Mieczysławówka, Mięsy, Mirowice, Pabierowice, Piekiełko, Podole, Skurów, Słomczyn, Szczęsna, Uleniec, Wola Krobowska, Wola Worowska, Worów, Wólka Turowska,  Zakrzewska Wola, Zalesie, Załącze, Żyrówek.

## Comunas vizinhas
- Belsk Duży, Chynów, Jasieniec, Pniewy, Prażmów, Tarczyn